# Zwyrodnienie Schaffera-Spielmeyera
Zwyrodnienie Schaffera-Spielmeyera (ang. Schaffer-Spielmayer cell process, Schaffer-Spielmayer process) – swoiste zwyrodnienie neuronów występujące w chorobie Taya-Sachsa, gangliozydozie GM1. Ciało komórki nerwowej jest obrzmiałe, balonowate. W cytoplazmie występują substancje spichrzane. Jądro przemieszczone jest na obwód komórki, zwykle w kierunku największego dendrytu. Komórka przyjmuje kształt „rybki”. Część komórek ma jeszcze dobrze zachowane obrysy i widoczną piankowatą protoplazmę, gdy inne znajdują się już w okresie rozpadu.